# Emma Holt
Emma Holt (10 janvier 1862 - 19 décembre 1944) est une philanthrope britannique et militante pour l'éducation des femmes. Elle est considérée comme la « fée marraine » de l'université de Liverpool.

## Biographie
Elle naît à West Derby (aujourd'hui à Liverpool), seul enfant d'Elizabeth (née Bright) et de George Holt. Son père est cofondateur de la ligne maritime Lamport and Holt et est un soutien fervent de l'University College de Liverpool. Elle y assiste à des conférences sur l'architecture en 1884 et 1900-1901. Sa famille unitariste soutient le révérend John Hamilton Thom (en) à la Chapelle unitarienne de Renshaw Street (en) sur Mount Pleasant à Liverpool.
En 1883, la famille déménage à Sudley House qui reste sa maison jusqu'à sa retraite. Son père meurt en 1896 et sa mère en 1920.
En 1889, Percy Bigland (en) réalise un portrait d'elle qui fait partie de la collection de Sudley House (en).
Après la mort de son père, elle et sa mère poursuivent et développent les activités philanthropiques de la famille.
En 1909, elle rejoint le conseil de l'université de Liverpool et y siège jusqu'en 1934. L'université devient indépendante en 1903, et il est alors inhabituel de voir une femme membre du conseil de l'université en plus d'être gouverneure à vie de l'université et du collège universitaire. L'université lui accorde un doctorat honorifique en droit en 1928. Elle est considérée comme la « fée marraine » de l'université, trouvant peu de concurrents à sa générosité, à l'exception peut-être d'Eliza et Isabella Riddel (en) de Belfast.